# Clathurella conradiana
Clathurella conradiana är en snäckart som beskrevs av William More Gabb 1869. Clathurella conradiana ingår i släktet Clathurella och familjen kägelsnäckor. Inga underarter finns listade i Catalogue of Life.